# Teerhof
Als Teerhof wurde ein Gelände für die Lagerung, das Umfüllen und (zum Teil) der Verarbeitung von Teer in einigen Hansestädten bezeichnet. Diese Gelände befanden sich aufgrund der Feuergefährlichkeit des Teers außerhalb der eigentlichen Bebauung der Städte – wenn möglich auch von Wasser umgeben – und unterlagen besonderer Aufsicht.
Der aus Holz hergestellte Teer wurde vorwiegend aus Skandinavien und dem Baltikum importiert und nach Güte beurteilt und zudem häufig in standardisierte Fässer umgefüllt.
Für die Hansestädte war Teer ein bedeutendes Handelsgut und zudem von höchster Bedeutung für die Segelschifffahrt, da das Tauwerk durch Teeren gegen Verrottung geschützt und die Schiffsrümpfe durch das Kalfatern der Fugen zwischen den Planken abgedichtet wurden.
Die Bedeutung des Holzteers sank mit dem Aufkommen des ab Mitte des 19. Jahrhunderts hergestellten Steinkohlenteers und später mit dem Ende der Segelschifffahrt.

## Teerhöfe
- Der erste Teerhof wurde um 1400 in Lübeck auf der nördlichen Wallhalbinsel eingerichtet. 1845 (vor dem Hintergrund des Hamburger Brandes) wurde der Teerhof zunächst weiter nach Norden verlegt, um zuletzt 1883 auf die (1882 entstandene) Teerhofinsel verlegt zu werden.
- In Bremen wurde im 15. Jahrhundert der Teerhof auf einer Halbinsel zwischen Weser und der Kleinen Weser eingerichtet (heute ein Teil des Ortsteils Alte Neustadt im Stadtteil Neustadt), siehe Teerhof (Bremen).
- In Hamburg befand sich der Teerhof seit 1731 nordöstlich der heutigen Speicherstadt (heute im Bezirk Hamburg-Mitte gelegen) – ein Straßenname erinnert an diesen. Nach dem Hamburger Brand wurde der Teerhof zur Sicherheit an einen von der Innenstadt weiter entfernten Platz verlegt.[1]
- In Wismar befand sich der Teerhof südlich des Hafens – ein Straßenname erinnert an diesen.